# Barragem de Lagoacho
A Barragem de Lagoacho, construída sobre o leito da ribeira do Covão do Urso, localiza-se no Município de Gouveia, no Distrito de Guarda, em Portugal. A barragem entrou em funcionamento em 1993.

## Barragem
É uma barragem de aterro (enrocamento com cortina a montante). Possui uma altura de 38 m acima da fundação (36 m acima do terreno natural) e um comprimento de coroamento de 360 m (largura de 6 m). O volume da barragem é de 251.000 m³. Possui uma capacidade de descarga máxima de 9 (descarga de fundo) + 105 (descarregador de cheias) m³/s.

## Albufeira
A albufeira da barragem apresenta uma superfície inundável ao NPA (Nível Pleno de Armazenamento) de 0,237 km² e tem uma capacidade total de 1,525 Mio. m³. As cotas de água na albufeira são: NPA de 1436 metros, NMC (Nível Máximo de Cheia) de 1437,8 metros e NME (Nível Mínimo de Exploração) de 1425 metros.
A água contida na albufeira é esvaziada para a albufeira da barragem de Vale do Rossim, através de um túnel com um comprimento de 3270 metros.